# Apa, várj!

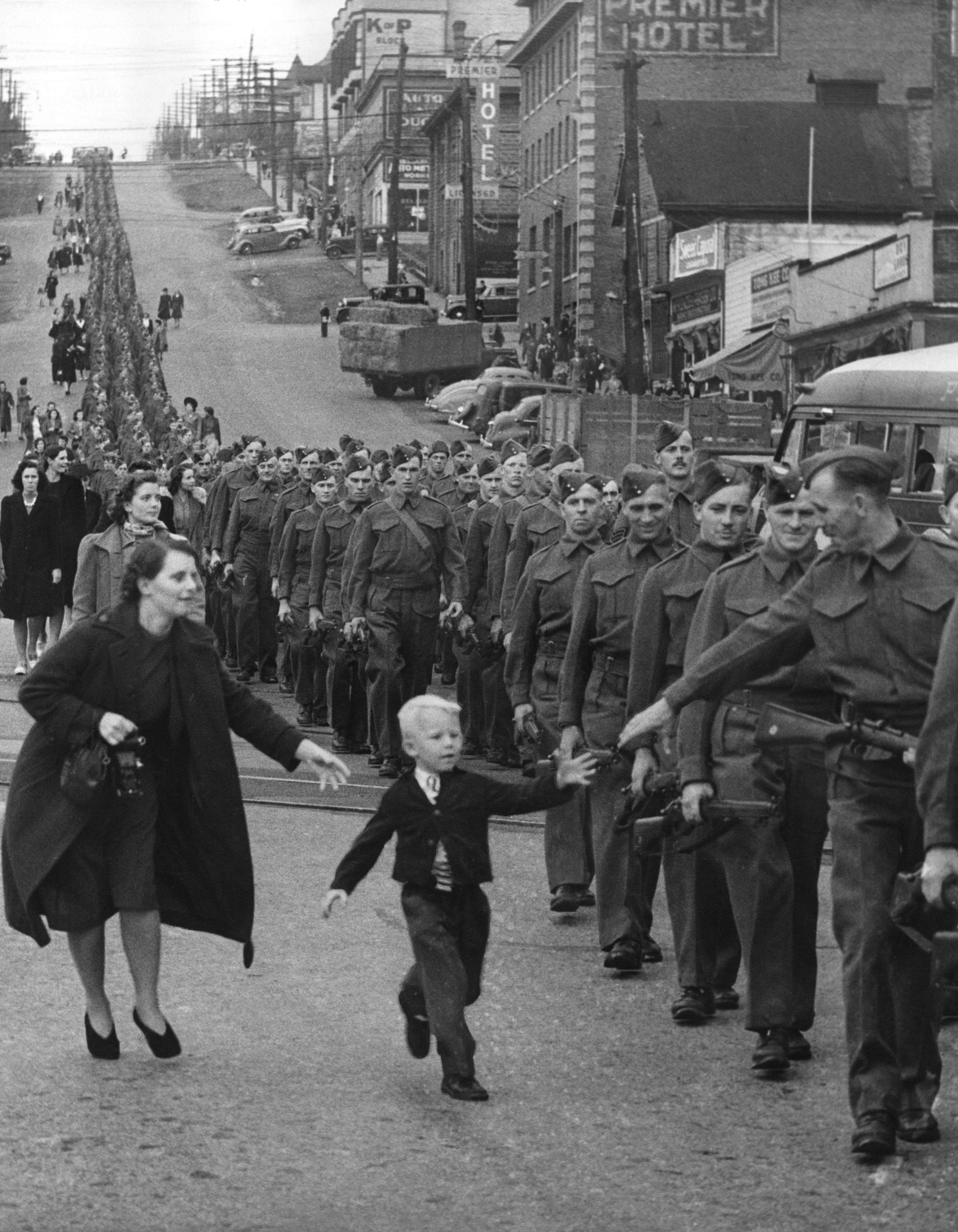
Claude P. Dettloff: Apa, várj! (zselatinos ezüst, 1940)

Az Apa, várj! (Wait for Me, Daddy) a második világháború egyik ikonikus fotója, melyet 1940-ben Claude P. Dettloff kanadai fényképész készített egy kisfiúról, aki a frontra induló édesapja után rohan, hogy búcsút vegyen tőle.

## A fénykép
1939. szeptember 1-jén Németország lerohanta Lengyelországot. Kitört a második világháború. Szeptember 10-én a kanadai parlament hadat üzent Németországnak. A hadsereg Lengyelországba és Nagy-Britanniába küldött csapatokat. A brit columbiai ezredet egy évvel később, 1940 őszén vezényelték a frontra. Az ezred tagjai 1940. október 1-jén New Westminster utcáin meneteltek végig búcsúzóul, mielőtt felszálltak volna a titkos úticéljuk felé tartó vonatra.
Claude P. Dettloff fotóriporter kezében fényképezőgépével a nyolcadik utca és a Columbia sugárút sarkán várta a katonák érkezését. A helyi lap, a The Province számára szeretett volna felvételeket készíteni a frontra indulókról. Ekkor egy ötéves kisfiúra, Warren „Whitey” Bernardra lett figyelmes, aki édesanyját magára hagyva rohant a katonák között masírozó édesapjához, hogy még egyszer utoljára elköszönjön tőle. Whitey nem emlékezett a búcsú napjára. A másnapra, amikor a róla készült felvétel a The Province-ban megjelent, azonban igen. Később számos lap és magazin újra, meg újra leközölte a felvételt, és szerzett ismertséget a kép készítőjének és kis főszereplőjének. „Mindenhol ott volt a felvétel” – emlékezett vissza Whitey – „Egy teljes oldalon a Life-ban, benne volt a Liberty-ben, a Time-ban, a Newsweekben, a Reader’s Digestben, az Encyclopaedia Britannica évkönyvében és más újságokban.” De nem csak a lapokban lehetett találkozni a fotóval, hanem az iskolákban is. A háború évei alatt Brit Columbia minden iskolájában kifüggesztették a kis Whitey búcsúját megörökítő felvételt.
Whitey apja a háború végén, 1945 októberében tért haza. Felesége és fia a vasútállomáson várta. A találkozásnál jelen volt Dettloff is, aki megörökítette a családfő hazaérkezését.
Az Apa, várj! (Wait for Me, Daddy) címen ismertté vált felvétel a leghíresebb kanadai fénykép a második világháborúról: a harcba induló és talán vissza soha nem térő apától búcsúzó kisfiú képe a háború értelmetlenségének és fájdalmának szimbóluma lett.